# François de Godzinsky

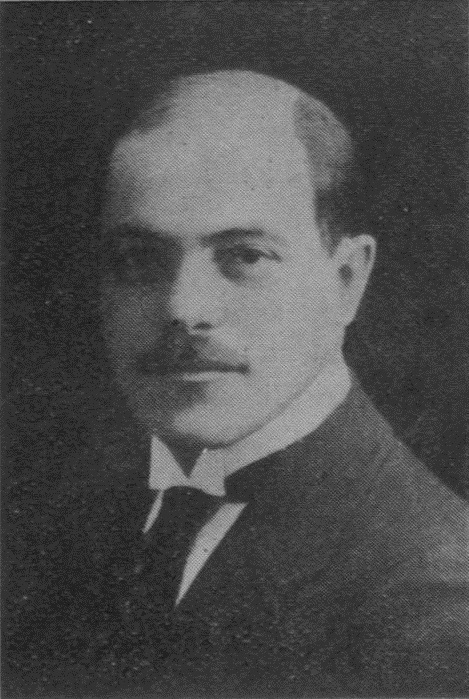
de Godzinsky omkring 1928.

Franciszek "François" Xavier de Godzinsky, född 11 november 1878 i Paris, död 1954, var en rysk-finländsk musiker och kompositör. Han var far till musikern George de Godzinsky. Under namnet Mr. François ledde de Godzinsky en förnäm jazzorkester som uppträdde på flera restauranger i Helsingfors.

## Biografi
Släkten de Godzinsky var av polsk, tjeckisk, rumänsk och georgisk börd. Farmodern var fransyska, men fadern var hemmahörande från de tyska gränstrakterna vid Oder. Under de Godzinskys första levnadsår flyttade familjen till Warszawa, där fadern arbetade som ingenjör. Föräldrarna var musikaliskt lagda och under studietiden vid klassiska gymnasiet praktiserade de Godzinsky violin. Efter några år flyttade familjen till Sankt Petersburg, där de Godzinsky utbildade sig till ingenjör. Han gjorde karriär vid ryska handelsministeriet med ansvar för sov- och restaurangvagnstrafiken. Han var också verksam som bomullsförsäljare och var direktör vid Finlaysons filial i Sankt Petersburg.
Både de Godzinsky och hans blivande hustru Maria Othmar-Neuscheller studerade piano för Alexander Siloti. De gifte sig 1913. Maria var dotter till fabrikören Maximilian Othmar-Neuscheller, som 1904 hade låtit uppföra sommarresidenset Suur-Merijoki gård utanför Viborg. Marias släkt schweizisk-holländska rötter. Makarna var välbärgade, hade privatlärare för de fem barnen och umgicks i förnäma musikkretsar. De gav konserter tillsammans, bevistade ofta premiärer på Mariinskijteatern och var vänner med Aleksandr Glazunov, Fjodor Sjaljapin och Sergej Rachmaninov. Förutom piano behärskade de Godzinsky också trumpet och cello. Ryska revolutionen förändrade tillvaron, och både de Godzinsky och svärfadern satt en tid fängslade. Marias far hjälptes till frihet av vännen Maksim Gorkij, men avled kort efteråt. Fyra gånger försökte familjen fly till Finland och lyckades slutligen på vintern 1920 resa med släde längs Ladoga. Efter att suttit i karantän i Systerbäck lämnade Maria maken och barnen för att återuppta sin musikaliska karriär. Hon blev så småningom elev hos Franz Liszt och Moriz Rosenthal och slutade som pianolärare vid Wiens konservatorium. På 1920-talet flyttade de Godzinsky med barnen från Imatra och bosatte sig i Brunnsparken i Helsingfors, där han tog anställning restaurangmusiker. Hela sin förmögenhet hade han tvingats kvarlämna i Ryssland.
1924 grundade han en jazzorkester kallad Mr. Françoisin Salonki-Jazz-Soittokunta. Dess ursprungliga medlemmar var förutom kapellmästaren själv, den estniske officeren Sergius Ungern-Sternberg på cello och saxofon, den polske militären tillika förre befälhavare på linjefartyget Petropavlovsk, Boris Christoforoff på trummor, Nikolaj II:s före detta ryttmästare Boris Bunakoff på violin, Vasilij Andrejeff på basbalalajka och den finskfödde violinisten Johan Forelius. Gruppen uppträdde inledningsvis på restaurang Kappel, engagerades sedan vid Operakällaren och därefter på restaurang Kasino på Brändö. Redan 1928 splittrades orkestern och några medlemmar anslöt sig till Yrjö Gunaropulos och bildade sedermera Melody Boys. de Godzinsky och Andrejeff fortsatte musicera och inom kort tillkom saxofonisten tillika cellisten Georg Thedeberg och banjoisten Martti Parantainen. Dädanefter trampade Godzinsky också bastrumma. Sonen George de Godzinsky upptogs som pianist, och 1930 bytte orkestern scen från Palladium till restaurang Royal. Som kapellmästare beskrevs de Godzinsky av några tidigare musiker i orkestern som domderande, egocentrisk och konfliktbenägen.
Av de Godzinskys egna kompositioner märks särskilt Tango Carita som blev Finlands första inhemska tango. Titeln spelades in på grammofon första gången med Martta Tiger som solist 1929, trots att tangon kommit till Finland redan 1913.
Utanför musiken var de Godzinsky ordförande för Helsingfors polska förening och gjorde i den rollen ett besök i Polen 1934. 1938 drabbades han av Parkinsons sjukdom och oförmögen att arbeta försörjdes han av barnen. I samband med ryska bombningar under vinterkriget blev han skadad och drabbades av slag. Han avled i Schweiz 1954.